# آلامبای
آلامبای (به لاتین: Alambay) یک منطقهٔ مسکونی در روسیه است که در سرزمین آلتای واقع شده‌است.